# Poa kurdistanica
Poa kurdistanica là một loài thực vật có hoa trong họ Hòa thảo. Loài này được Chrtek & Hadac miêu tả khoa học đầu tiên năm 1970.